# Richard von Mises

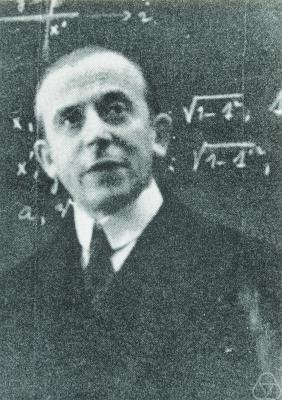
Richard von Mises

Richard Edler von Mises (Lemberg (Oekraïne), 19 april 1883 - Boston (Massachusetts, VS), 14 juli 1953) was een Oostenrijks wetenschapper en filosoof, geboren in het Habsburgse Lemberg. Hij heeft veel werk verricht op het gebied van de mechanica, hydrodynamica en aerodynamica, en de statistiek en kansrekening. Hij was lid van de Wiener Kreis (Weense Kring), een groep van filosofen die het logisch positivisme aanhingen.
Von Mises is de naamgever van het criterium van Von Mises dat binnen het vakgebied van breukleer gehanteerd wordt.
Zijn oudere broer Ludwig von Mises was een vermaard econoom. 
- Bibsys: 90147138
- Biblioteca Nacional de España: XX1413033
- Bibliothèque nationale de France: cb12190258b (data)
- Catàleg d'autoritats de noms i títols de Catalunya: 981058518295706706
- CiNii: DA0024464X
- Gemeinsame Normdatei: 119161303
- International Standard Name Identifier: 0000 0000 8135 3609
- Library of Congress Control Number: n81111937
- Nationale Bibliotheek van Letland: 000209567
- Mathematics Genealogy Project: 20745
- Nationale Bibliotheek van Tsjechië: skuk0005754
- Nationale bibliotheek van Australië: 35584374
- Nationale Bibliotheek van Israël: 987007280652705171
- Nationale Bibliotheek van Polen: a0000001240618
- Nationale en Universitaire bibliotheek Zagreb: 000294699
- Nederlandse Thesaurus van Auteursnamen: 068458010
- Réseau des bibliothèques de Suisse occidentale: 02-A003598566
- LIBRIS: 250092
- SNAC: w60k2f52
- Système universitaire de documentation: 031477607
- Trove: 1004097
- Virtual International Authority File: 56655074
- WorldCat: E39PBJqbpXYyx7JTXqFh7TCCwC